# Петар Наневски
Петар Наневски (Ваташа, Кавадарци, 31. август 1935) је македонски песник и сликар.

## Биографија
Рођен је 31. августа 1935. године у селу Ваташа, Кавадарци. Завршио је Педагошку академију, а радио у Музеју-галерији у Кавадарцима.
Петар Наневски је објавио књиге: 
- Починка и врвици (поезија, 1961)
- Срп и нежност (поезија, 1971)
- Причина и спокој (поезија, 1977)
- Галии низ зумбулите (поезија, 1978)
- Сончевата споредба (поезија, 1980)
- Сликар меѓу ѕуници (поезија, 1982)
- Полноќна Ваташа (поезија, 1983)
- Грчот на Лаокон (поезија, 1985)
- Така прорече Морос (поезија, 1993)
- Фрлач на дискови (поезија, 1996)
- Хетери, музи и мајстори (поезија, 1998)